# Expédition russe en Perse de 1796
Pour les articles homonymes, voir Guerres russo-persanes.
L'expédition russe en Perse de 1796 ou l'expédition de Catherine II la Grande est, avec l'expédition perse de Pierre le Grand, l'une des guerres russo-persanes du XVIIIe siècle, qui n'a pas occasionné de conséquences durables pour l'un ou l'autre des belligérants. 

## Contexte
Les dernières décennies du XVIIIe siècle sont marquées par des différends continuels pour prendre le trône du Paon. Catherine II la Grande, impératrice de Russie, tire profit de ce désordre pour consolider son pouvoir sur les États locaux affaiblis du Caucase. Le royaume de Géorgie devient vassal de l'Empire russe en 1783, lorsque Erekle II ratifie le traité de Gueorguievsk, par lequel l'impératrice promet de défendre le royaume en cas d'attaque iranienne. Le Shamkhal (en) de Tarki, khan de la ville située dans le Daghestan, suit l'exemple et accepte la protection russe trois ans plus tard. 
Avec l'intronisation d'Agha Mohammad Shah en tant que Shah de Perse en 1794, le climat politique change. Il met un terme à la période de conflits dynastiques et procède au renforcement du contrôle du Caucase en ravageant la Géorgie par la bataille de Krtsanissi, près de Tbilissi, et en réduisant cette capitale à un tas de cendres en 1795. Conformément au traité de Gueorguievsk, Catherine II est déterminée à monter une expédition punitive contre le Shah.

## L'expédition
Tous s'attendent à ce que le corps expéditionnaire d'au moins 50 000 soldats russes soit mené par un général chevronné, Ivan Goudovitch, mais l'impératrice suit le conseil de son amant, le prince Platon Zoubov, et confie le commandement à son jeune frère, le comte Valérien Zoubov. 
Les troupes russes partent de Kizliar dans le Daghestan en avril 1796 et donnent l'assaut à la forteresse principale de Derbent le 10 mai. L'évènement est glorifié par le poète de la cour royale Derjavine dans sa fameuse ode. Il présente plus tard amèrement ses observations sur le retour peu glorieux de Zoubov dans un autre poème remarquable.
Mi-juin, les troupes de Zoubov envahissent sans connaître de résistance l'essentiel de l'Azerbaïdjan actuel, y compris les trois principales villes : Bakou, Chamakhi et Gandja. 
En novembre, ils stationnent au confluent de l'Araxe et de la Koura, en attente de l'attaque du territoire iranien.

## Conclusion précipitée
C'est ce même mois de novembre 1796 que l'impératrice de Russie meurt. Son successeur Paul Ier, qui déteste les Zoubov, a d'autres plans pour l'armée, notamment la « campagne indienne de Paul », l'envoi d'une expédition franco-russe dirigée par une cavalerie cosaque pour combattre les Britanniques en Inde. Il ordonne donc le retrait des troupes en Russie. Ce revirement provoque la frustration et l'hostilité des puissants Zoubov et d'autres officiers qui prennent part à la campagne : bon nombre d'entre eux seront parmi les conspirateurs qui organiseront le meurtre de Paul cinq années plus tard.